# Vorrangfläche
Vorrangfläche ist ein Begriff aus dem Raumplanungsrecht, der einen Gebietstyp bezeichnet.

## Definition
Eine Vorrangfläche ist eine Fläche, die in der Raumplanung vorrangig einem für die Allgemeinheit als wichtig erachteten Zweck gewidmet wurde.
„Vorranggebiete sind für bestimmte, raumbedeutsame Funktionen oder Nutzungen vorgesehen; in diesen Gebieten sind andere raumbedeutsame Nutzungen ausgeschlossen, soweit sie mit den vorrangigen Funktionen oder Nutzungen oder Zielen der Raumordnung nicht vereinbar sind.“

## Beispiele für Vorrangflächen
Mit der Neuordnung der Agrarsubventionen von 2013 haben ökologische Vorrangflächen an Bedeutung gewonnen. Die Umstellung der Energieversorgung auf erneuerbare Energien hat zu einem vermehrten Ausweis von Vorrangflächen für Windkraft geführt. Vorrangflächen für den Abbau oberflächennaher Rohstoffe sollen die Versorgung mit Baustoffen sichern. Wasserwirtschaftliche Vorrangflächen sollen helfen, die Wasserversorgung sicherzustellen.